# 城南宮南インターチェンジ
城南宮南インターチェンジ（じょうなんぐうみなみインターチェンジ）は、京都府京都市伏見区竹田鳥羽殿町にある第二京阪道路（油小路線）のハーフインターチェンジ。
2023年（令和5年）4月3日から入口料金所がETC専用になっている。

## 道路
- E89第二京阪道路（油小路線）

## 料金所

### 入口
- ブース数：2
  - ETC専用：1
  - ETC・サポート：1

## 接続する道路
- 油小路通

## 周辺
- 京セラ本社
- らくなん進都

## 隣
E89第二京阪道路（油小路線）
(8-06)城南宮北IC - (8-07)城南宮南IC - (8-08)伏見IC
※当ICから山科方面へは行けない。